# Kinolinsko žutilo
Kinolinsko žutilo, kinolinsko žuto ili kinolinska žuta je umjetno žuto bojilo (indeks boje C.I. 47005), natrijeva sol disulfonske kiseline, dodatak hrani ili prehrambeni aditiv označen E-brojem E104. Istraživanja su pokazala da može izazvati alergiju i dermatitis, a na njegovo djelovanje posebno su osjetljive osobe koje boluju od alergija i astme. U kombinaciji s benzojevom kiselinom (E210) može uzrokovati sindrom hiperaktivnosti kod djece. Odlukom Europskog parlamenta koja je od godine 2010. obvezujuća za sve zemlje članice Europske unije, na deklaraciji namirnica kojima je dodano jedno od sljedećih bojila: E102, E104,E110, E122, E124, E129, mora stajati upozorenje: "Može uzrokovati poremećaj aktivnosti i pažnje djece". Izbjegavati! Zabranjeno je u Japanu, Australiji, Norveškoj i u SAD-u.

## Prihvatljivi dnevni unos ili ADI
U svrhu zaštite potrošača i s ciljem smanjenja zdravstvenih rizika za aditive se određuje prihvatljivi dnevni unos - ADI (eng. Acceptable Daily Intake). To je količina aditiva za koju se smatra da je potrošač može unositi u organizam bez štetnih posljedica po zdravlje. ADI se izražava u miligramima nekog aditiva po kilogramu tjelesne težine, a temelji se na rezultatima pokusa na životinjama u kojima se izračunavaju količine aditiva koje ne narušavaju zdravlje laboratorijskih životinja, to jest takozvani Observed Adverse Effective Level (NOAEL). Te vrijednosti preračunavaju se u dnevnu dozu za ljude (ADI/PDU) tako da se obično umanjuju sto puta. 
Prihvatljivi dnevni unos za kinolinsko žutilo je 0,5 mg/kg tjelesne težine.
| Dopuštena upotreba                                                                                             | Količina  |
| --- | --------- |
| Pripravci namijenjeni kontroli tjelesne mase, pripravci koji se uporabljuju pod medicinskim nadzorom           | 50 mg/kg  |
| Džem, pekmezi, domaća marmelada i slični voćni pripravci                                                       | 100 mg/kg |
| Gorka soda, gorko vino, Americano, bezalkoholni aromatizirani napitci, dodatci prehrani u tekućem obliku       | 100 mg/L  |
| Smrznuti aromatizirani deserti (sladoledi), deserti, uključujući aromatizirane mliječne proizvode              | 150 mg/kg |
| Fini pekarski proizvodi (biskviti, kolači, vafli...),grickalice: ekstrudirani začinjeni proizvodi za grickanje | 200 mg/kg |
| Neka alkoholna pića, aromatizirana pića na osnovi vina, aromatizirani vinski koktelski proizvodi               | 200 mg/L  |
| Senf, dodatci prehrani u krutom obliku                                                                         | 100 mg/L  |
| Dekoracije, ukrasi, preljevi                                                                                   | 500 mg/kg |

## Kinolin
Kinolin (kin[in] + lat. oleum: ulje) je tercijarna organska baza, C9H7N, građena od aneliranih (združenih) prstenova benzena i piridina (benzopiridin), bezbojna uljasta tekućina karakteristična mirisa. Sintetski se dobiva od piridina i glicerola, a tehnički ekstrakcijom iz teškouljne frakcije nakon destilacije katrana kamenog ugljena. Kinolin je osnovni sastojak nekih kinolinskih alkaloida (kinin, kinidin i drugo), važna je sirovina u proizvodnji lijekova, kinolinskih bojila i otapala, sastojak fungicida i sredstava protiv korozije.

### Slike
|                              |                                                    |
| Kemijska struktura kinolina. | Ubrana kora kininovca (lat. Cinchona officinalis). |